# 류웨이 (피아니스트)
류웨이(중국어 간체자: 刘伟, 정체자: 劉偉, 병음: Liú Wěi, 1987년 10월 7일 ~ )는 중국 베이징 출신의 장애인 피아니스트이다.

10세에 숨바꼭질을 하다가 피복이 벗겨진 변압기 전선을 잘못 건드려 10만 볼트의 고압 전류에 감전되었다. 두 팔은 다 타버려서 바스러질 정도였기 때문에 두 팔을 절단하였다. 14세에 두 팔 없는 장애를 극복하고 전국장애인수영선수권대회에서 금메달 2개와 은메달 1개를 따는 등 수영 선수로 이름을 알렸다. 그 후 2008 베이징 장애인 올림픽 금메달을 목표로 훈련에 매진하였지만 온 몸에 원인 모를 악성 홍반(紅斑)이 퍼져 더 이상 수영을 할 수 없게 되었다. 수영을 하지 못 하게 된 후 음악을 하기로 결심하였고 발가락 사이가 찢어지도록 하루 7시간씩 피아노에 매달렸다.
2010년 8월 류웨이는 중국 오디션 프로그램 '중궈다런슈(中國達人秀: China's Got Talent)'에서 첫무대에 올랐다. 피아노 앞에 높은 의자를 놓고 그 위에 앉은 그는 두 손 대신 두 발을 건반 위에 올려놓았다. 그리고는 리처드 클레이더만의 '꿈속의 결혼식'을 연주하였고 최종 우승자가 되었다.
2011년에는 오스트리아 빈의 황금홀에서 열린 ‘중국·오스트리아 수교 40주년 경축 음악회’에 초청돼 명곡 〈양축(梁祝)〉을 연주하였다. 같은 해 그가 직접 출연한 자신의 이야기가 드라마 〈나의 찬란한 인생(我的燦爛人生)〉 및 영화 〈가장 긴 포옹(最長的擁抱)〉으로 방영된다. 〈가장 긴 포옹〉은 이듬해인 2012년 제36회 몬트리올 국제영화제에서 혁신상을 수상한다. 
2012년 2월 3일에 "중국을 감동시킨 10명의 인물"을 수상받아 "투명한 날개"의 칭호를 얻었다.

## 대표작
『죽거나, 멋지게 살거나』

## 주요 성취
「2011 중국을 감동시킨 인물」
「2010 중궈다런슈(中國達人秀: China's Got Talent) 우승」